# 頂埔站

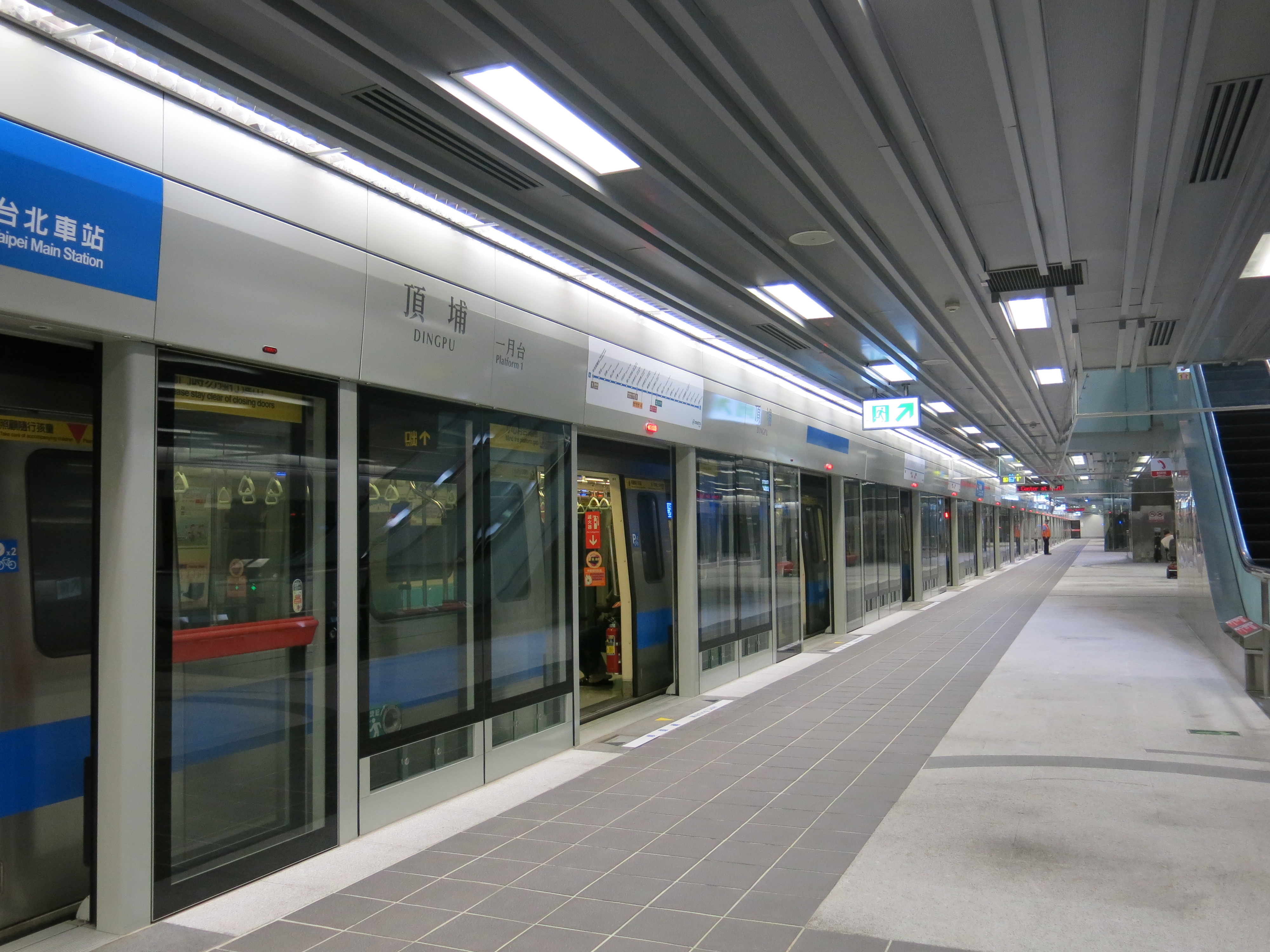
板南線月台，設有全高式月台門。

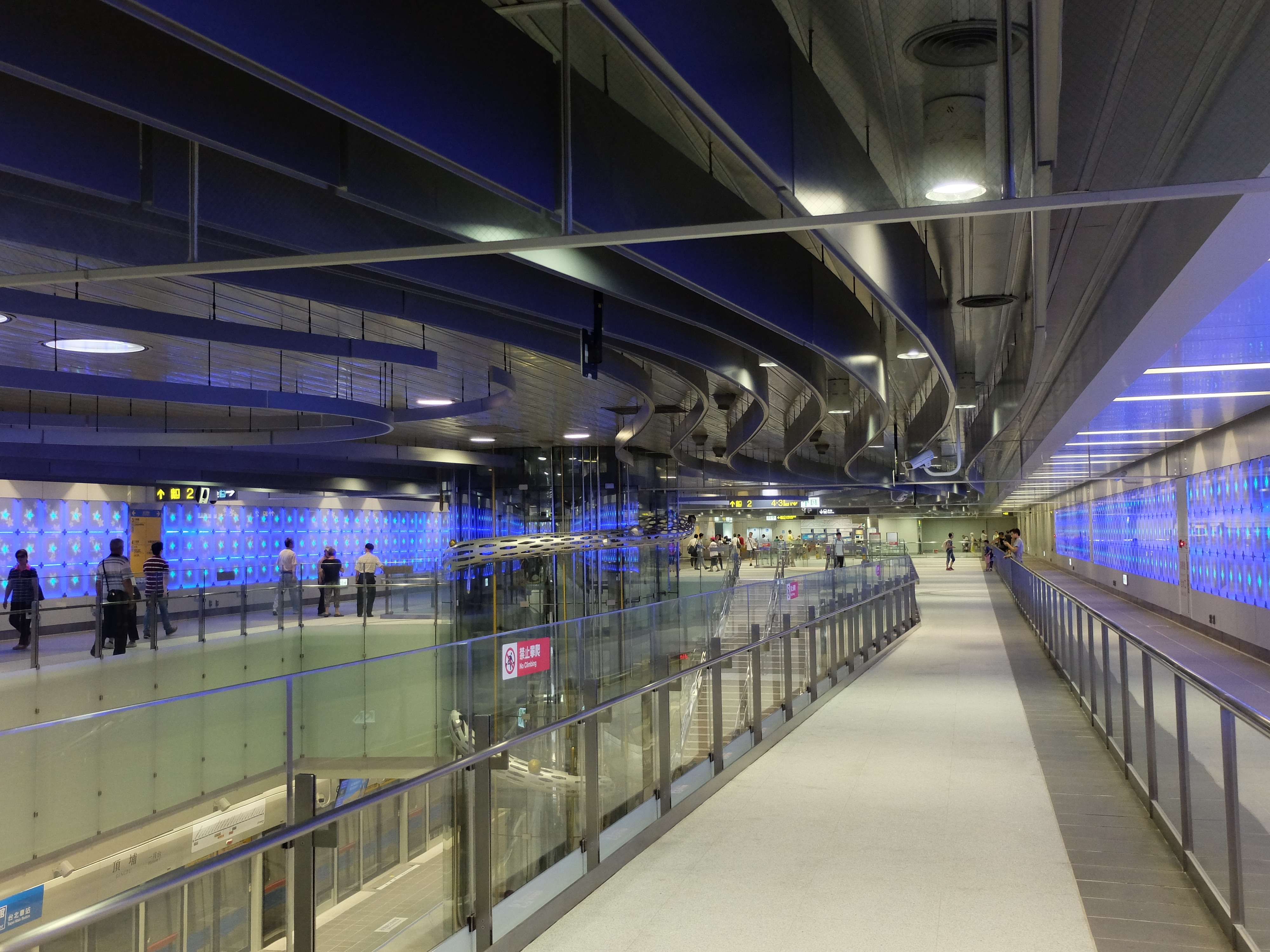
板南線大廳

頂埔站位於台灣新北市土城區，為台北捷運板南線（土城線頂埔延伸段）營運中、新北捷運三鶯線興建中的捷運車站。將是臺灣捷運系統中第二個雙路線端點車站（第一個為板南線另一端的終點站南港展覽館站）。

## 車站概要
車站位於中央路四段頂埔里，接近頂埔高科技產業園區用地。車站編號為BL01／LB01。站名取自於所在地的里名「頂埔」。
營運中的臺北捷運板南線（土城線延伸頂埔段）在本站為起點站，營運單位為臺北捷運公司。
興建中的新北捷運三鶯線以本站為起點站，是已經預留延伸的高架車站，營運單位為新北捷運公司。

## 車站構造
台北捷運板南線地下四層車站，一個島式月台，四個出入口。本站設有全高式月台門。興建中的新北捷運三鶯線則為高架車站。

### 車站樓層
| 地上 四樓 | 連通層                       | 三鶯線月台連絡天橋                             |
| 地上 三樓 | 側式月台，右側開門（興建中） | 側式月台，右側開門（興建中）                   |
| 地上 三樓 | 一月台                       | 三鶯線 往鶯桃福德方向（LB02 媽祖田站）→        |
| 地上 三樓 | 二月台                       | 三鶯線 往鶯桃福德方向（LB02 媽祖田站）→        |
| 地上 三樓 | 側式月台，左側開門（興建中） |                                                |
| 地上 二樓 | 大廳層                       | 車站大廳、詢問處、自動售票機、驗票閘門、洗手間 |
| 地面      | 出入口                       | 出入口                                         |
| 地下 二樓 | 地下停車場                   | 地下停車場                                     |
| 地下 三樓 | 大廳層                       | 車站大廳、詢問處、自動售票機、驗票閘門         |
| 地下 三樓 | 大廳層                       | 洗手間                                         |
| 地下 四樓 | 一月台                       | ← 板南線 往南港展覽館方向（BL02 永寧站）       |
| 地下 四樓 | 島式月台，左／右側開門       |                                                |
| 地下 四樓 | 二月台                       | ← 板南線 往南港展覽館方向（BL02 永寧站）       |

### 車站出口
出口1、2位於車站南端，出口3、4位於車站北端，無障礙電梯位於出口1、3、4。
| 出入口                          | 圖片 | 位置 |
| ------------------------------- | ---- | --- |
| 出入口1 · 設有電梯 · 設有手扶梯 |      | 頂埔街（頂埔派出所共構大樓） |
| 出入口2 · 設有手扶梯            |      | 永福岩祖師廟（鴻海精密頂埔廠的大門旁）                                                                                           |
| 出入口3 · 設有電梯 · 設有手扶梯 |      | 大暖路（本出口預留未來聯合開發大樓的基座，以及三鶯線轉乘出入口）（暫時封閉）                                                     |
| 出入口4 · 設有電梯              |      | 三民路（階梯出入口設置於中央路四段52巷口西側，福利國大樓前；無障礙電梯設置於中央路四段64號，中央第一城大樓與泰隆福利國大樓間）。 |
| 註： 設有電梯 \| 設有手扶梯     |      | |

## 歷史
- 2008年11月30日：土城線延伸到頂埔段動工。
- 2010年1月20日：地下車站（土城線）正式動工。
- 2015年2月：工程完工。
- 2015年4月18日：土城線永寧站配合頂埔站展開初勘前穩定性測試作業，永寧站改以固定月臺候車，列車抵達永寧站後，再以空車方式延長行駛至頂埔站進行測試。
- 2015年6月6日：台北市政府辦理頂埔站初勘作業[3]。
- 2015年6月23日：交通部辦理頂埔站履勘作業。[4]
- 2015年7月6日：土城線「永寧－頂埔」段於上午六點起正式通車[5]。
- 2016年6月15日：1號出入口啟用[6]
- 2016年7月21日：三鶯線正式動工。
- 2024年3月1日：即日起配合捷運三鶯線施工，出口3含轉乘停車場機車區暫時封閉。

### 預定時程
- 2026年3月：三鶯線通車。

## 利用狀況
2024年12月每日約進出19,224人次，在台北捷運系統運量排名第86。
| 年   | 年間      | 年間      | 年間      | 年間  | 單日平均 | 單日平均 |
| 年   | 上車      | 下車      | 上下車計  | 來源  | 上車     | 上下車   |
| ---- | --------- | --------- | --------- | ----- | -------- | -------- |
| 2015 | 1,088,269 | 1,028,148 | 2,116,417 | [ 7 ] | 6,080    | 11,824   |
| 2016 | 2,512,888 | 2,359,731 | 4,872,619 | [ 7 ] | 6,866    | 13,313   |
| 2017 | 2,747,269 | 2,597,436 | 5,344,705 | [ 7 ] | 7,527    | 14,643   |
| 2018 | 2,961,368 | 2,818,238 | 5,779,606 | [ 7 ] | 8,113    | 15,835   |

## 公共藝術
本站設有公共藝術「飛旋‧夢的起點」，位於月台層及無障礙電梯處。

## 車站周邊
- 新北市土城區頂埔國民小學
- 新北市政府警察局土城分局頂埔派出所
- 新北市政府消防局第五大隊頂埔分隊
- 頂埔高科技園區
- 土城工業區
- 鴻海精密頂埔廠
- 土城工業區服務中心
- 大瓏企業股份有限公司
- 太陽城社區管理委員會
- 國美A1
- 新北市公共自行車租賃系統 捷運頂埔站（2號出口）

## 外部連結
- 臺北大眾捷運股份有限公司 （页面存档备份，存于）
- 臺北市政府捷運工程局 （页面存档备份，存于）
- 頂埔站位置圖（台北捷運公司） （页面存档备份，存于）
- 頂埔站車站剖面相關位置圖（台北捷運公司） （页面存档备份，存于）
- 販賣店現況 （页面存档备份，存于）